# Осуждённый (фильм, 1950)
«Осуждённый» (англ. Convicted) — тюремный фильм нуар режиссёра Генри Левина, который вышел на экраны в 1950 году.
Фильм рассказывает историю Джо Хаффорда (Гленн Форд), который был осуждён за непреднамеренное убийство. Начальник тюрьмы Джордж Ноуленд (Бродерик Кроуфорд) сочувствует Джо и пытается облегчить его тюремную жизнь. Когда Джо становится свидетелем убийства тюремного осведомителя другим заключённым, он в соответствии с тюремным «кодексом молчания» отказывается назвать имя убийцы, даже несмотря на то, что его самого могут обвинить в убийстве и приговорить к пожизненному сроку заключения.
Это третья киноадаптация студией Columbia Pictures театральной пьесы Мартина Флавина «Криминальный кодекс» (англ. The Criminal Code), которая была написана в 1929 году. До этого уже выходили фильмы «Криминальный кодекс» (англ. The Criminal Code) (1931) Говарда Хоукса и «Тюрьма» (англ. Penitentiary) (1938).
Критики в целом положительно оценили фильм, отметив значимость его проблематики, а также нуаровый визуальный ряд, при этом указав на перегруженность и определённую неправдоподобность сценария.

## Сюжет
26-летний герой войны, а ныне сотрудник брокерской фирмы Джо Хаффорд (Гленн Форд) в ночном клубе знакомится с девушкой по имени Берти (Марта Стюарт). Когда во время танцев к девушке начинает приставать её бывший ухажёр, Джо вступается за неё, и бьёт парня, который падает, сильно ударяется головой о пол и теряет сознание. На следующее утро парень умирает, после чего выясняется, что он сын влиятельного политика. Дело поступает на рассмотрение к окружному прокурору Джорджу Ноуленду (Бродерик Кроуфорд), который полагает, что убийство произошло в результате несчастного случая. Он советует Джо нанять грамотного адвоката по уголовным делам, однако Джо отвечает, что его вполне устраивает специалист, которого дала ему его фирма, адвокат по корпоративным делам Вернон Брэдли (Роланд Уинтерс). Ноуленд приглашает Брэдли к себе, пытаясь донести до него специфику уголовного суда, так как опасается, что при неумелой защите его подзащитный может получить серьёзный срок. Он рекомендует убедить Джо признать себя виновным в непредумышленном убийстве, и в таком случае получить минимальный срок. Однако самоуверенный Брэдли игнорирует рекомендации Ноуленда, и из-за неграмотной защиты проигрывает дело в суде. Джо получает от года до десяти лет тюрьмы.
Джо оказывается в одной камере с двумя опытными уголовниками — Кёрли (Джон Батлер), который отбывает пожизненное заключение за убийство жены, и Мэллоби (Миллард Митчелл), который прибыл вместе с Джо. В своё время Мэллоби был осуждён за побег, и по прибытии в тюрьму он сразу же задумывается о новом побеге. У Мэллоби складываются враждебные отношения с главным надзирателем тюрьмы, капитаном Дугласом (Карл Бентон Рид). Именно Дуглас донёс на Мэллоби, когда тот, находясь на удо, пошёл выпить пива со знакомым бывшим заключённым, в результате чего был снова отправлен в тюрьму на двенадцать лет. Между заключёнными в камере складываются хорошие, доверительные отношения. После шести месяцев заключения дело Джо передаётся в совет по помилованию, который должен установить точный срок его заключения. Так как Джо успел зарекомендовать себя с положительной стороны, он рассчитывает на минимальный срок, который в его случае составляет один год, однако совет, памятуя о том, что его жертвой стал сын влиятельного политика, устанавливает Джо срок тюремного заключения в пять лет. После трёх лет в тюрьме измучившийся Джо, который хочет помочь больному отцу, решает примкнуть к Мэллоби и другим заключённым, которые готовят побег. Мэллоби предупреждает Джо, что один из заключённых, Понти (Фрэнк Фэйлен) является стукачом, который выдал заключённых во время предыдущей попытки побега. Незадолго до побега Джо получает телеграмму, сообщающую о смерти отца. На некоторое время Джо впадает в прострацию, и когда один из надзирателей грубо толкает его, он не выдерживает и со всей силы бьёт того в ответ. Джо помещают в карцер, и ему не удаётся принять участие в побеге. Как и предполагал Мэллоби, Понти выдал тюремщикам беглецов, и всех быстро либо ловят, либо убивают. Вскоре новым начальником тюрьмы назначают Ноуленда, который прибывает на место службы вместе со своей молодой, красавицей дочерью Кей (Дороти Мэлоун) и пожилой родственницей Мартой Лорри (Илка Грюнинг). Дуглас представляет Ноуленду его прислугу, в том числе Мэллоби, который работает дворецким, и Кёрли, который будет у него поваром. Узнав о том, что в тюрьме содержится Джо, Ноуленд решает помочь парню, который, по его мнению, получил чрезмерно строгое наказание, и берёт его в качестве личного шофёра для себя и своей дочери. Он также просит Кей проявить к Джо побольше сердечности, рассчитывая, что человеческое отношение к нему позволить парню легче вернуться к жизни в обществе. Вскоре между Кей и Джо устанавливаются прекрасные дружеские отношения.
Опасаясь расправы со стороны заключённых за донос о побеге, Понти умоляет Ноуленда выпустить его по удо, как обещал ему капитан Дуглас, однако начальник тюрьмы обещает лишь перевести его в другую тюрьму, выделяя ему временное жильё и работу в своих апартаментах. Тем временем Мэллоби вместе с некоторыми другими заключёнными готовит план убийства Понти, однако не хочет вовлекать в это дело Джо, которому осталось несколько недель до удо. Согласно плану, заключённые устраивают во дворе шум, отвлекая внимание руководства и охраны. В этот момент Мэллоби, который вхож во все помещения в апартаментах Ноуленда, проникает в комнату Понти и убивает его ножом. Из комнаты он проходит через кабинет Ноуленда, где встречает случайно оказавшегося там Джо. Мэллоби уговаривает Джо немедленно уходить, чтобы не попасть под подозрение, однако Джо некоторое время медлит, и Мэллоби скрывается за дверью один. В этот момент в кабинет возвращаются Ноуленд и Дуглас в сопровождении нескольких подчинённых, фактически заставая Джо на месте преступления. Ноуленд не верит в то, что убийство совершил Джо, и, оставшись с ним наедине, требует назвать имя убийцы, которого Джо, исходя из ситуации, не мог не увидеть. Однако Джо, следуя криминальному кодексу молчания, не соглашается выдать Мэллоби. На Джо не действует даже тот аргумент, что в случае, если он будет молчать, его признают виновным и тогда он может получить пожизненное наказание или даже смертную казнь. Если же он всё скажет, то через несколько недель выйдет на свободу. В ответ на это Джо заявляет, что заключённые являются единственными людьми, которые относятся к нему с уважением, и он не сможет подвести их доверие. Ноуленд с пониманием относится к логике Джо, однако согласно правилам вынужден отправить его в карцер как подозреваемого в тяжёлом преступлении.
Мэллоби узнаёт, что повар-заключённый переправил Джо нож, чтобы тот убил Дугласа, однако он не хочет, чтобы Джо пострадал, исполнив за него то, что Мэллоби намерен сделать сам. На кухне Мэллоби достаёт через одного из заключённых пистолет, после чего провоцирует драку с надсмотрщиком, чтобы оказаться в карцере. Когда Дуглас с охранниками отводят его в карцер, он достаёт пистолет и стреляет в капитана, однако не попадает. Начинается перестрелка с надсмотрщиками, которую останавливает появившийся Ноуленд. Мэллоби соглашается сдаться и выбрасывает пистолет. Когда Дуглас подходит к Мэллоби, полагая, что тот безоружен, Мэллоби выхватывает переправленный Джо нож и вонзает его в капитана, который падает замертво. Надзиратели открывают по Мэллоби огонь из автоматов, смертельно раня его. Перед смертью Мэллоби успевает сознаться в том, что это он убил Понти. С Джо снимают подозрения в убийстве, и он ожидает скорого освобождения по удо. Джо просит у Ноуленда разрешения продолжить встречаться с Кей, когда окажется на свободе, и получает согласие.

## В ролях
- Гленн Форд — Джо Хаффорд
- Бродерик Кроуфорд — Джордж Ноуленд
- Миллард Митчелл — Мэллоби
- Дороти Мэлоун — Кей Ноуленд
- Карл Бентон Рейд — капитан Дуглас
- Фрэнк Фэйлен — заключённый Понти
- Уилл Гир — заключённый Мейпс
- Марта Стюарт — Берти Уильямс
- Генри О’Нил — детектив Дорн
- Дуглас Кеннеди — детектив Бейли
- Роланд Уинтерс — Вернон Брэдли, адвокат
- Эд Бегли — Маккей, глава совета по помилованию
- Уит Бисселл — прокурор штата (мистер Оуэнс)
- Джон Дусетт — заключённый Текс
- Гарри Кординг — заключённый (в титрах не указан)

## Создатели фильма и исполнители главных ролей
Как пишет историк кино Натаниэл Томпсон, «самую большую коммерческую привлекательность фильму придала возможность увидеть первую совместную работу двух актёров — Гленна Форда и Бродерика Кроуфорда, каждый из которых к тому моменту уже добился крупного коммерческого успеха». И, по словам Томпсона, «они выстрелили настолько хорошо, что вскоре воссоединились снова в нуаре Фритца Ланга „Человеческое желание“ (1954) и в необычном вестерне „Самое быстрое оружие на свете“ (1956)».
Томпсон отмечает, что после Второй мировой войны Форд зарекомендовал себя как «крепкий исполнитель главных ролей, высоко поднявшись после двух хитов 1946 года» — «Гильда» и «Украденная жизнь». В 1950-е годы Форд сыграл главные роли в таких значимых картинах, как фильм нуар «Большая жара» (1953), школьная драма «Школьные джунгли» (1955) и вестерн «В 3:10 на Юму» (1957). Как далее пишет Томпсон, в своих поздних работах «Форд стал архетипичным „американским папой“ во многих популярных вестернах, триллерах, драмах, оставаясь загруженным работой в кино и на телевидении вплоть до 1990-х годов».
Кроуфорд, по словам Томпсона, «выработал образ более тёртого жизнью человека, который не болтает попусту, но способен на мастерскую стремительную словесную перепалку». Благодаря грандиозному театральному успеху в спектакле 1937 года «О мышах и людях» Кроуфорд смог быстро начать кинокарьеру, которая достигла пика с «Оскаром» как лучшему исполнителю главной роли в фильме «Вся королевская рать» (1949). В 1950 году Кроуфорд удовлетворил «ожидания публики своей весёлой, шумной игрой в сатирической комедии „Рождённая вчера“ (1950), а на протяжении последующих четырёх десятилетий ещё более укрепил своё профессиональное положение благодаря ролям в многочисленных фильмах, теле- и радиопрограммах».
Как отмечает Томпсон, «многие наиболее эффектные моменты в фильме получила восходящая звезда Дороти Мэлоун, которая только начала утверждаться как исполнительница главных женских ролей. Однако в итоге она добьётся массового признания и „Оскара“ за роль второго плана в бессмертном мыльном шедевре Дугласа Серка „Слова, написанные на ветру“ (1956)». В 1958 году Мэлоун снова объединится с Сирком для создания ещё «одного качественного сентиментального опуса» «Запятнанные ангелы». Однако, по словам Томпсона, «после памятных ролей в классической трэшевой мелодраме „Слишком много, слишком быстро“ (1958) и оставшемся незамеченным фильме-катастрофе „Последнее путешествие“ (1960) её карьера выдохлась». В 1960-е годы во время съёмок в многолетней мыльной опере «Пейтон-Плейс» Мэлоун тяжело заболела. После её выздоровления последовало «судебное разбирательство с продюсерами и со студией, что ещё более подорвало возможность для актрисы принять участие в крупных проектах». В дальнейшем она время от времени показывалась как гостевая звезда на телевидении и в таких эксцентричных кинофильмах, как «День, когда время закончилось» (1980) и «Существо» (1983). Свою последнюю роль в кино Мэлоун сыграла в триллере «Основной инстинкт» (1992)
Оператор фильма Бёрнетт Гаффи был, по словам Томпсона, «маэстро монохромных образов, который мастерски снял триллер „Меня зовут Джулия Росс“ (1945)». Вскоре последовали такие признанные фильмы, как «Вся королевская рать» (1949), «В укромном месте» (1950), а также «восхитительные поздние нуары „Скандальная хроника“ (1952), „Снайпер“ (1952), „Странный“ (1957) и „Кричащая женщина“ (1958)». Гаффи оставался востребованным вплоть до выхода на пенсию в 1971 году, в итоге завоевав два «Оскара» за такие разные проекты, как «Отныне и во веки веков» (1953) и «Бонни и Клайд» (1967). Помимо этого он снял фильмы «Тем тяжелее падение» (1956) и «Любитель птиц из Алькатраса» (1962), за которые получил номинации на «Оскар», недооценённый «Как преуспеть в бизнесе, даже по-настоящему не пробуя» (1967), и даже два фильма 1961 года для культового режиссёра ужасов Уильяма Касла — «Убийственный» и «Мистер Сардоникус».
Третьим в этом фильме, кто участвовал в создании картины «Вся королевская рать», был перспективный композитор Джордж Дьюнинг. По словам Томпсона, «его работа тогда произвела впечатление, и вскоре руководство Columbia подняло его но более высокий уровень, поручив написать музыку к фильмам „Отныне и во веки веков“ и „Скандальная хроника“, которые создали ему репутацию, обеспечившую его музыкальными заказами от крупных студий вплоть до 1980-х годов».

## История создания фильма
Рабочее название фильма — «Единственный выход» (англ. One Way Out).
Фильм основан на популярной пьесе «Криминальный кодекс» (1929), которую написал лауреат Пулитцеровской премии Мартин Флавин.
Помимо этой картины пьеса Флавина легла в основу ещё для двух фильмов студии Columbia, которые вышли в 1930-е годы. В 1931 году Говард Хоукс поставил картину «Криминальный кодекс» с Уолтером Хьюстоном в главной роли, а в 1938 году вышел менее известный фильм режиссёра Джона Брама «Тюрьма» (1938). Кроме того, в 1932 году были выпущены альтернативные испанская и французская версии фильма под названиями «Преступник» (фр. Criminel) и «Уголовный кодекс» (исп. El codigo penal).

## Оценка фильма критикой

### Общая оценка фильма
После выхода фильма на экраны рецензент журнала Variety дал ему положительную оценку, отметив, что «фильм не настолько мрачный, как можно подумать, исходя из названия». По мнению рецензента, фильм «содержит несколько нестандартных сюжетных поворотов, благодаря чему смотрится нешаблонно». И хотя «сюжет по сути является мужской мыльной оперой, сценарий наполняет его изяществом и хорошими репликами».
Современный киновед Спенсер Селби отметил, что это «один из немногих нуаров, которые являются римейками криминальных картин 1930-х годов», а Майкл Кини оценил его как «тюремный нуар выше среднего».
По мнению Карла Мачека, «тюремные картины редко становятся нуарами. Присущая им клаустрофобная атмосфера даёт меньше возможностей для выражения чувств безнадёжности и отчуждённости, которые придают фильмам нуар их мрачный и циничный подход». И кроме того, в тюремных фильмах часто «заложено небольшое ожидание искупления». В этой же картине, по мнению Мачека, «нет ничего оригинального. Пережёвываемые в нём темы и очевидное исправление героя противоречат самой сути нуара». Вместе с тем, по словам киноведа, «нуаровые свойства фильма проявляются, главным образом, благодаря Гленну Форду. Его участие во многих фильмах нуар студии Columbia Pictures в этот период (среди них „Подставленный“, „Сыщик“ и великолепная „Гильда“) сформировало экранный образ, который уже своим присутствием указывал на близкую связь с миром нуара». Сюжет поддерживает сложившийся образ актёра, «пропитывая фильм нуаровым чувством, которое было бы не достижимо, не будь в нём Форда».
Как написал Томпсон, этот, «один из немногих фильмов, который даёт позитивный образ тюремного надзирателя, вышел во время волны тюремных фильмов, последовавшей за классической лентой „Грубая сила“ (1947)». В основе сюжета картины лежит моральная проблема для персонажа Форда, которая «по сути сводится к тому, должен ли он подчиниться „тюремному кодексу молчания“, который требует никогда не доносить на другого заключённого, даже если при этом сам понесёт наказание». Как отмечает Томпсон, «предыдущие киноверсии были почти полностью посвящены рассмотрению этой моральной проблемы, вписываясь в схему криминальных фильмов с Джеймсом Кэгни, которые выходили до вступления в силу Производственного кодекса». Этот же фильм «демонстрирует влияние фильма нуар своим промозглым и мрачным визуальным рядом, который привнесли режиссёр Генри Левин и изобретательный оператор Бёрнетт Гаффи».
Деннис Шварц также считает, что «это одна из тех редких тюремных картин, которую можно трактовать как фильм нуар». По словам киноведа, фильм «предлагает мрачный и циничный рассказ о том, как колёса правосудия иногда дают сбой». Он пишет, что «хотя эта тема далека от оригинальности, сила фильма заключена в убеждённости, что существуют невинные люди, которые по разным причинам оказываются в тюрьме». И в этом качестве эта «горестная история главного героя пробивает брешь в непогрешимости американской юридической системы». Как далее отмечает Шварц, «несмотря на перегруженность и надуманность сюжета, фильм умело доносит свою позицию, согласно которой тюремную жизнь вряд ли можно назвать человеческой, а тюремное заключение не всегда является лучшим наказанием за преступление». В заключение Шварц пишет, что, видимо, «чувствуя, что на несчастного Джо выпало слишком много обречённости и мрака, фильм заканчивается счастливым концом — то, чего, вероятно, и ожидает публика». Однако, по мнению критика, «этот счастливый конец кажется натянутым», а «концовка выполнена настолько нескладно, что почти испортила весь фильм»
.

### Оценка работа режиссёра и исполнителей главных ролей
По мнению Шварца, режиссёр «Генри Левин уверенно ставит эту устаревшую рутинную криминальную драму о судебной ошибке», а Майкл Кини обращает также внимание на «умелую сдержанную игру Форда», отметив также Митчелла в роли «пробивного парня, незначительное нарушение которым правил удо отправило его обратно в тюрьму „на двенадцать лет за одно маленькое пиво“». Томпсон обращает внимание на «колоритную игру в ролях второго плана таких знакомых актёров, как Уилл Гир, Эд Бегли и Уит Бисселл».